# Президентські вибори в Еквадорі 2023
Президентські вибори в Еквадорі 2023 — позачергові вибори президента Еквадора. Ці вибори були скликані після президентського указу Гільєрмо Лассо, в якому було активовано конституційний механізм, названий «перехресною смертю», який дає право призначати позачергові вибори для оновлення президента, віцепрезидента та Національної асамблеї.
Це перші позачергові вибори в Еквадорі з 1940 року. Крім того, це перші вибори в історії країни, які були призначені відповідно до конституційного механізму статті 148 Національної конституції, «перехресною смертю». Через їхній надзвичайний характер ці вибори мають скорочений процес. Нового президента і віцепрезидента приведуть до присяги 25 листопада 2023 року. Крім того, це перші вибори в історії, які проводяться в умовах надзвичайного стану, запровадженого президентом Лассо після вбивства Фернандо Вільявісенсіо, одиного з кандидатів у президенти.

## Загальні відомості
На президентських виборах 2021 року Гільєрмо Лассо було обрано терміном 2021—2025 років. Однак у 2023 році, після спалаху в ЗМІ справи Енкуентро, Національні збори розпочали політичний судовий процес проти президента Лассо за звинуваченням у розтраті. Після схвального голосування 16 травня розпочався судовий процес у справі про імпічмент Лассо, і президент Лассо постав перед парламентом.
17 травня 2023 року, наступного дня після того, як президент Лассо представив свій захист у процесі імпічменту, він задіяв механізм muerte cruzada, передбачений статтею 148 Конституції 2008 року, для розпуску Національної асамблеї та проведення дострокових парламентських та президентських виборів.
|  | Президент Республіки може розпустити Національні Збори, коли, на його думку, вони прийняли на себе функції, які не відповідні конституційно, до отримання позитивного висновку Конституційного Судна; або якщо вони неодноразово і невиправдано перешкоджає виконанню Національного плану розвитку, або через серйозну політичну кризу та внутрішні хвилювання. Це повноваження може здійснюватися лише один раз протягом перших трьох років його повноважень. Протягом максимум семи днів після опублікування указу про розпуск Національна виборча рада скликає вибори до законодавчих органів та президентських виборів у той же день на решту відповідних періодів. До скликання Національних зборів Президент Республіки може після отримання позитивного висновку Конституційного суду видавати декрети-закони економічної важливості, які можуть бути схвалені або скасовані законодавчим органом. |

 — це зазанчає Стаття 148 Конституції.
Президент Лассо виступив за розпуск Асамблеї, пославшись на серйозну політичну кризу та внутрішні хвилювання, не вимагаючи попереднього рішення Конституційного суду.
18 травня Діана Атаман, голова Національної виборчої ради, оголосила 20 серпня 2023 року орієнтовною датою проведення виборів до парламенту та першого туру президентських виборів. У виборчкому є час до 24 травня, щоб завершити підготовку календаря виборів.

## Кандидати
- Болівар Арміхос — Президент CONAGOPARE (2014—2019)
- Луїса Гонсалес — Депутат Національних зборів (2021—2023), Секретар державного управління (2017)
- Ксавер Ервас — Президент NovaAlimentos SA, кандидат у президенти (2021)
- Данієль Нобоа — Депутат Національних зборів (2021—2023)
- Яку Перес Гуартамбель — Префект провінції Азуай(2019—2020), президент ECUARUNARI (2013—2019), кандидат у президенти (2021)
- Отто Зонненхольцнер — Віце-президент Еквадору (2018—2020)
- Ян Топич — Президент Telconet (2010 — теперішній час)
- Крістіан Зуріта — Журналіст-розслідувач

### Вбито перед виборами
- Фернандо Вільявісенсіо — Журналіст-розслідувач, Депутат Національних зборів (2021—2023)

## Перебіг подій
13 червня Луїса Гонсалес разом зі своїми прихильниками та головою «Громадянської революції» Марселою Агіньяго збиралася зареєструвати свою кандидатуру в президенти в Національній виборчій раді, коли національна поліція застосувала до них перцевий балончик та сльозогінний газ. Політикиня пройшла лікування у медичному центрі Кіто. Національна поліція стверджувала, що використовувала хімічні речовини для захисту безпеки та громадського порядку через ворожу поведінку прихильників Гонсалес.
Менш ніж за два тижні до виборів, 9 серпня 2023 року, кандидата Фернандо Вільявісенсіо було вбито після передвиборного мітингу в Кіто у віці 59 років. вбивство 1978 року. Вбивство Вільявісенсіо потрапило до міжнародних новин. Він був замінений у виборчому бюлетені колегою-журналістом, Крістіаном Зурітом, залишивши своїм напарником Вільявісенсіо Андреа Гонсалес.
Перший тур президентських виборів, що відбувся 20 серпня, виявив, що жоден із кандидатів не досяг 50-відсоткового бар'єру, необхідного для обрання. Таким чином, два провідні кандидати з першого туру візьмуть участь у другому турі, що відбудеться 15 жовтня.
Той, хто переможе у другому турі, керуватиме лише менше півтора року, завершуючи незавершений термін президента Гільєрмо Лассо.

### Замахи на життя

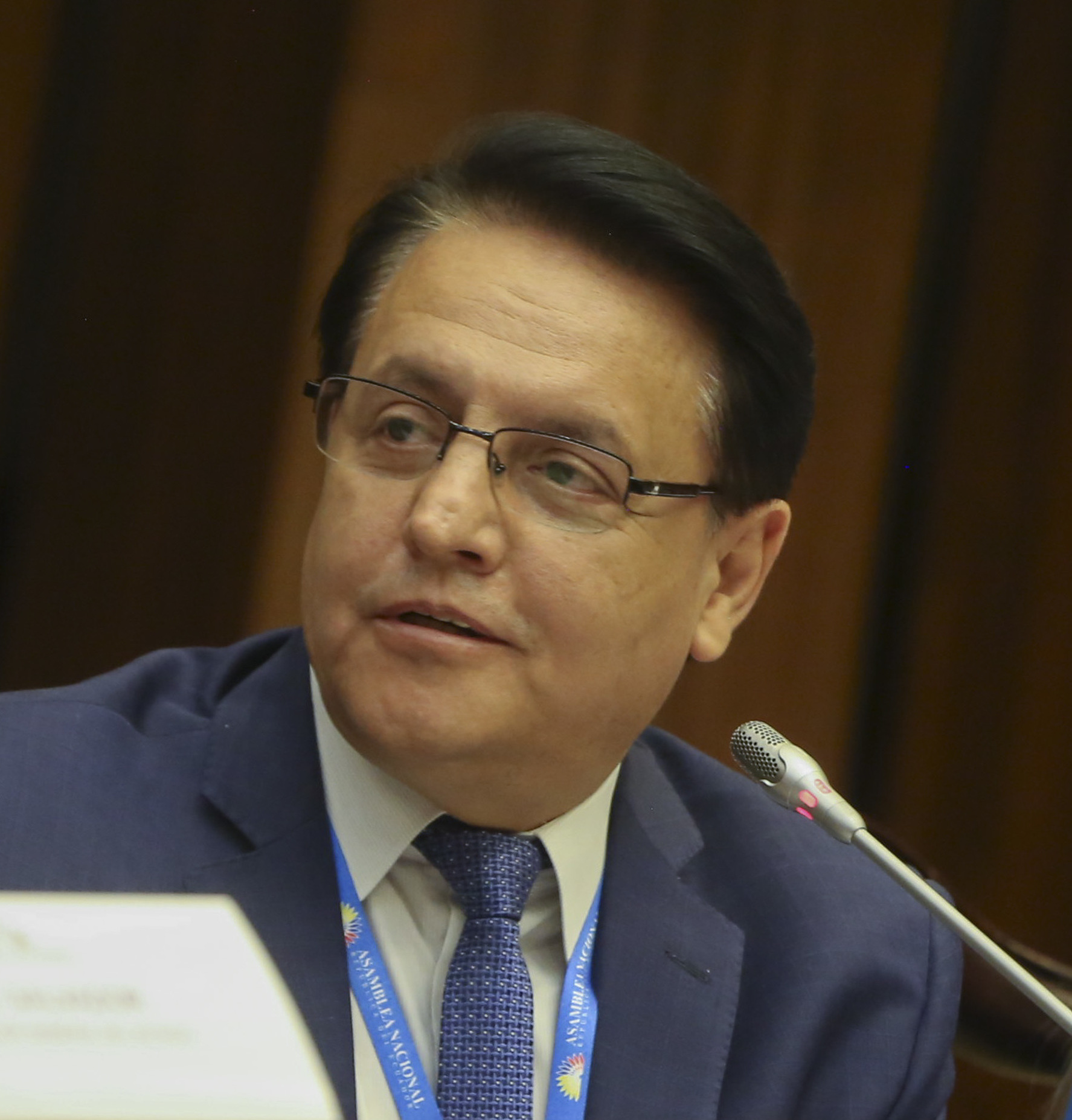
Кандидат у президенти Фернандо Вільявісенсіо, вбитий за два тижні до виборів.

Менш ніж за два тижні до виборів, одного з кандидатів у президенти, Фернандо Вільявісенсіо, 9 серпня 2023 року було застрелено після зустрічі з виборцями. Він є першим кандидатом у президенти, вбитим у країні після вбивства Абдона Кальдерона Муньоса в 1978. Замість убитого Вільявісенсіо на президентських виборах був висунутий Крістіян Зуріта.
За тиждень до виборів, 15 серпня, біля свого будинку в місті Сан-Матео провінції Есмеральдас було вбито організатора партії «Громадянська революція» Педро Бріонеса. Кандидат у президенти від цієї партії Луїса Гонсалес підтвердила інформацію про вбивство Бріонесу і висловила жаль у зв'язку з подією.
Увечері 18 серпня було здійснено спробу вбивства мера міста Ла-Лібертад Франсіско Тамаріса. Він розповів, що бойовики, деякі з яких були одягнені як поліцейські, зробили 30 пострілів його машиною. Відповідальність за замах політик поклав президента Лассо і МВС.
За день до виборів стався напад на ще одного кандидата в президенти Отто Зонненхольцнера. 19 серпня перед рестораном у Гуаякілі, де він перебував зі своєю родиною, сталася стрілянина. Інцидент потрапив на відео, сам кандидат та члени його сім'ї не постраждали.

## Результати
| Кандидати             | Партія                         | Перший тур | Перший тур | Другий тур | Другий тур |
| Кандидати             | Партія                         | Голосів    | %          | Голосів    | %          |
| --------------------- | ------------------------------ | ---------- | ---------- | ---------- | ---------- |
| Луїса Гонсалес        | Громадянський революційний рух | 3 085 267  | 33,27 %    | 4 880 525  | 48.17 %    |
| Данієль Нобоа         | Національно-демократична дія   | 2 196 212  | 23,69 %    | 5 251 695  | 51.83 %    |
| Крістіан Зуріта       | Movimiento Construye           | 1 531 067  | 16,51 %    |            |            |
| Ян Топич              | За країну без страху           | 1 361 951  | 14,69 %    |            |            |
| Отто Зонненхольцер    | Давайте діяти                  | 364 777    | 7,06 %     |            |            |
| Яку Перес Гуартамбель | Claro Que Se Pue               | 364 777    | 3,93 %     |            |            |
| Ксавер Ервас          | Рух ВИКЛИК                     | 45 404     | 0,49 %     |            |            |
| Болівар Арміхос       | Рух АМІГО                      | 33 106     | 0,36 %     |            |            |
| РАЗОМ                 | РАЗОМ                          | 9 272 396  | 100,00 %   | 10 132 220 | 100,00 %   |
| Джерело: CNE          |                                |            |            |            |            |

## Наслідки
Після підрахунку усіх бюлетенів ліва кандидатка Луїса Гонсалес набрала понад 33 % підтримки.
Гонсалес — протеже колишнього лівого президента Еквадору Рафаеля Корреа.
Данієль Нобоа, син відомого бананового бізнесмена та колишнього кандидата в президенти Алаваро Нобоа, отримав підтримку 24 % виборців.
Обидва кандидати мають слабкі позиції: Луїза Гонсалес, яка була фактично невідомою до виборів, вважається наступницею Корреа, лівого президента-популіста, який керував країною з 2007 по 2017 рік. Як кандидат від партії Revolución Ciudadana, вона сказала, що Корреа буде її радником. Корреа живе в еміграції в Бельгії, і в 2020 році його заочно засудили до восьми років в'язниці за корупцію, а Данієль Нобоа є головою групи з міжпарламентських зв'язків з рф.
Не вдалося успішно виступити ані журналістові-антикорупціонеру Крістіану Зуріті, що у терміновому порядку замінив убитого колегу Фернандо Вільявісенсіо, ані ветерану війн у Сирії та Україні Янові Топичу.
Той, хто переможе у другому турі, керуватиме лише менше півтора року, завершуючи незавершений термін президента Гільєрмо Лассо, який йде у відставку, він призначив дострокові вибори в травні, щоб запобігти імпічменту.